# 로마 제국
로마 제국(라틴어: Imperium Romanum 임페리움 로마눔[*] 코이네 그리스어: Βασιλεία τῶν Ῥωμαίων 바실레이아 톤 로메온)은 지중해를 중심으로 유럽, 북아프리카, 서아시아 등지를 다스린 보편 제국이다.
로마 제국은 기원전 27년 아우구스투스가 사실상 공화정을 폐지하면서 등장하였고, 이후 3세기의 군인 황제 시기까지는 여러 속주들을 통합한 형태의 원수정이었으며 이탈리아 반도의 로마를 유일한 수도로 두고 있었다. 그러나 군인 황제 시기에 이르자, 여러 장군들이 황제를 자칭함에 따라 로마 제국은 밀라노와 라벤나 등지에 수도를 둔 서로마 제국과 니코메디아와 안티오크, 콘스탄티노플 등에 수도를 둔 동로마 제국으로 나뉘었다. 로마는 476년까지 서로마와 동로마의 공식 수도였으나, 오도아케르가 서로마 제국의 마지막 황제인 로물루스 아우구스투스를 퇴위시키고 야만족들이 이탈리아 반도에 자치 왕국들을 세우자 콘스탄티노플이 로마 제국의 유일한 수도로 남게 되었다. 서로마 제국이 게르만족에게 망한 이후, 동쪽의 동로마 제국은 점차 그리스화되기 시작하였으며 이를 기점으로 고대 로마가 끝나고 중세가 시작된 것으로 본다.
로마 제국의 전신은 기원전 6세기경 왕정을 몰아내고 세워진 로마 공화정이었다. 그러나 로마의 공화정은 여러 차례의 내전과 전쟁을 거치며 불안정해졌고, 기원전 1세기에는 뛰어난 장군인 율리우스 카이사르가 등장하면서 거의 명맥이 끊겼다. 카이사르는 독재관으로 취임하여 1인 독재 구조를 굳혀나갔으나, 기원전 44년 즈음에 공화파에 의해 살해당했다. 카이사르 사후에는 그의 양자인 아우구스투스가 안토니우스와 클레오파트라를 상대로 한 악티움 해전에서 기원전 31년에 승리하였으며, 얼마 지나지 않아서는 이집트의 프톨레마이오스 왕조를 정복하는 데에 성공했다. 이후 로마의 원로원은 기원전 27년에 아우구스투스에게 '프린켑스', 즉 로마의 제1시민이라는 칭호를 수여하였고, 아우구스투스는 사실상의 황제로 즉위하여 군림하였다.
아우구스투스 이후 약 200여 년 동안 로마 제국은 기나긴 평화를 맞았다. 이를 팍스 로마나라고 칭한다. 로마 제국은 트라야누스 황제 시기에 최대 판도를 이룩하였으며, 전 지중해 세계를 통합하면서 선진 문명을 유럽 각지에 전파하였다. 허나 이러한 번영기도 점차 끝났고, 제국은 콤모두스 황제 시기부터 불안정해지기 시작하더니 3세기에는 군인들이 서로 황제를 칭하고 각지에서 갈리아 제국과 팔미라 제국 등이 로마에 반기를 들며 완전한 혼란기로 들어섰다. 이후 아우렐리아누스 황제가 제국의 재통일에 성공하였으며, 후임 디오클레티아누스 황제는 제국을 더 효과적으로 통치하기 위하여 전제정과 사두 정치를 실시하였다. 콘스탄티누스 1세 치세에는 밀라노 칙령을 반포하면서 기독교가 빠르게 세를 불렸고, 비잔티움 지역에 콘스탄티노폴리스를 건설한 후 그곳으로 천도하였으며, 테오도시우스 1세 치세에는 기독교가 제국의 국교로 지정되기도 하였다. 그러나 395년 테오도우스 1세 사후에 제국의 구획은 동방 황제가 다스리는 동로마 제국(동방 제국)과 서방 황제가 다스리는 서로마 제국(서방 제국)으로 분할되었으며, 얼마 지나지 않아 북방의 야만족들이 대거 훈족을 피해 제국의 서방 국경 내부로 도망쳐 들어오면서 서방 제국이 급격히 불안정해지기 시작하였다. 결국 게르만족 출신의 오도아케르가 서방 황제 로물루스 아우구스툴루스를 폐위시켰고, 당시 동방 황제였던 제논은 480년에 공식적으로 서방 황제직을 폐지했다. 그럼에도 불구하고 서유럽의 지배자들은 종종 정통성과 권위를 빌리기 위하여 서로마 제국의 후계자를 자칭하는 경우가 잦았는데, 가장 대표적인 예가 신성 로마 제국이었다. 서방 제국이 사라진 이후에도 동방 제국은 약 1,000여 년간 지속하며 번성하였는데, 전성기에는 서방 고토 상당수를 회복하며 힘을 과시하기도 했다. 그러나 동방 제국도 시간이 흐르자 쇠퇴하였고, 1453년에 오스만 제국의 메흐메트 2세가 콘스탄티노플을 점령하며 로마 제국이 완전히 멸망하고 말았다.
로마 제국이 워낙 방대한 영토를 지배했으며 오랫동안 번성했기에, 로마의 문화는 유럽과 아프리카, 중동 각지에 퍼지며 후대에 지대한 영향을 끼쳤다. 언어, 종교, 예술, 건축, 철학, 법 등 거의 모든 분야에서 로마의 입김이 미쳤으며, 특히 로마에서 사용되던 라틴어는 로망스어로 분화되며 유럽 거의 대부분의 권역에서 사용되게 되었다. 한편 제국의 국교로 채택한 기독교는 로마 가톨릭과 동방정교 등으로 나누어지며 전세계로 퍼져나갔고, 현재 세계 제1의 종교 지위를 차지할 정도로 그 영향력이 크다. 로마의 건축도 오랫동안 영향을 주었는데, 로마네스크 양식, 르네상스 양식, 신고전주의 양식 등이 로마의 영향을 받았으며 심지어 이슬람 건축 양식도 로마의 영향을 크게 받았다. 또한 로마의 체계적인 법률은 후대에까지 널리 이어지며 나폴레옹 법전, 미국 헌법 등에 계승되었으며 전세계 민주주의의 근간을 이루며 널리 사용되었다.

## 역사

### 아우구스투스 (기원전 27년–서기 14년)

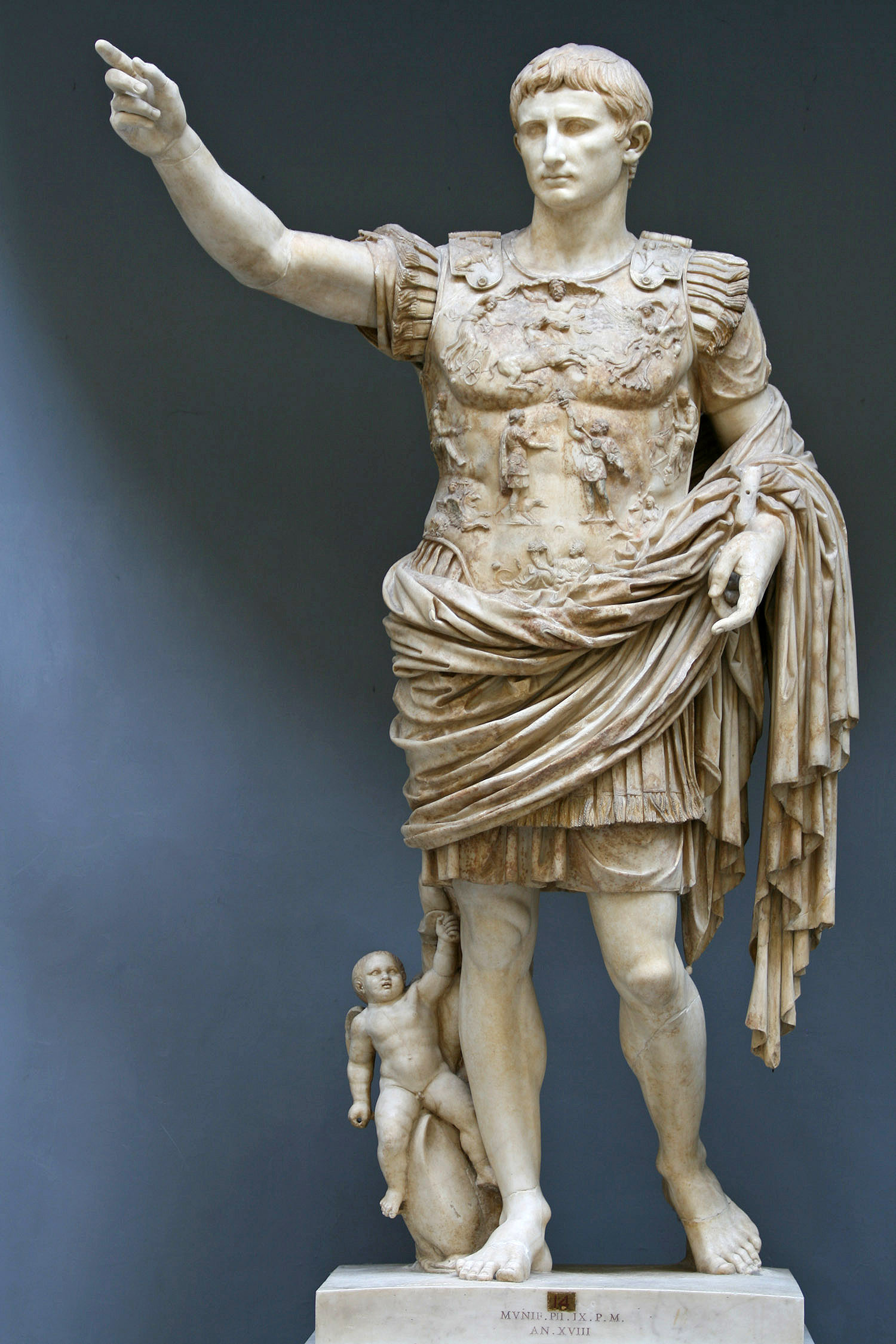
아우구스투스의 석상.

악티움 해전은 안토니우스와 클레오파트라의 패배로 끝났다. 로마의 유일한 최고 권력자가 된 옥타비아누스는 군사, 재정, 정치 전반에 걸친 대규모 개혁에 착수하였다. 기원전 31년 안토니우스를 제거한 옥타비아누스는 원로원에 의해 율리우스 카이사르의 뒤를 이어 종신 독재관직에 올랐다.
옥타비아누스는 내전 당시 제거된 귀족들의 직위를 지방 출신 관리들로 충원하였다. 또한 이들이 원로원으로 진출할 수 있는 길도 열어주었다. 기원전 29년, 옥타비아누스는 감찰관에 선출되었다. 기원전 27년에 옥타비아누스는 내전이 끝났으므로 자신에게 위임된 비정규 특권을 원로원과 로마 시민에게 반납하겠노라 선언하였다. 이로써 로마는 다시 이전의 공화정 시절의 정치 체제로 돌아간 것처럼 보였다. 로마 원로원은 옥타비아누스에게 “존엄한 자"를 뜻하는 칭호인 '아우구스투스'를 수여한다.
하지만 아우구스투스는 여전히 집정관이었고, 원로원은 아우구스투스가 갖고 있는 금화, 은화 발행권을 되찾아 올만한 힘이 없었다. 또한 직접 속주를 다스리고 군대를 이끌지는 않았지만, 아우구스투스는 여전히 군대의 높은 지지를 얻고 있었다. 또한 아우구스투스의 후원에 힘입어 출세한 많은 지지자, 피호민, 또 그가 가진 어마어마한 부는 로마의 그 누구와도 비교할 바가 되지 못했다.
원로원은 전과 다름없는 위엄과 권한을 지닌 듯했으나 실권은 없었다. 아우구스투스는 실질적으로 군사와 재정을 장악하고 있었으며, 특히 원로원 의원직을 자기 마음대로 임명할 수 있었다. 그러나 아우구스투스는 원로원을 전통과 여론을 대변하는 기관으로서 존중했고, 원로원에 정책 자문을 구했다. 마찬가지로 정무관을 임명하는 데 결정적인 영향력을 행사했지만, 원로원을 존중해 원로원 의원과 기사 계급으로 이루어진 특별 위원회가 법무관과 집정관을 뽑게 했고, 켄투리아회는 이를 자동적으로 승인케 하였다.
이전 속주들은 원로원이 통제했으나, 편입한 지 얼마 안 되는 그 밖의 속주들은 황제가 통제했다. 황제는 자신이 통제하는 속주에 군대를 주둔시켰고, 속주 총독직에는 원로원 의원뿐만 아니라 기사 계급도 임명했다. 속주는 직접세와 간접세를 로마에 바쳤으나 기본적으로는 각각 자체의 민회와 시 의회, 관리를 거느린 나라(Civitas)를 단위로 자치가 이루어졌다. 속주에 파견된 관리의 수준이 높아졌고 감독이 강화되었으며 평화가 정착되어 더 나아졌고 로마 시민권을 받으면서 자치 도시로 승격되었다.
이러한 평화에 대해 많은 사람이 아우구스투스와 그의 가문을 숭배함으로써 감사를 표시했다. 그러나 아우구스투스의 실질적인 권력 기반은 바로 그에게 개인적인 충성을 서약한 군대였다. 군대는 군단·보조 부대·근위대·해군으로 이루어졌다. 아우구스투스 치세에 황실 근위대의 병사는 대개 이탈리아인이었으나, 많은 군단과 거의 대부분 보조 부대의 병사는 주로 황제가 다스리는 서부 속주 출신이었는데 이러한 추세는 점점 더 증가했다. 그러나 군단은 입대하는 날로, 보조 부대는 제대하는 날로 시민권을 얻었고, 더구나 보조 부대에서 제대한 병사들은 종종 그들이 주둔했던 속주에 정착했으므로 이는 제국 전역을 로마화하는 데 크게 이바지했다.
그는 많은 지역을 정복했으나 로마화가 비교적 쉬운 지역만을 속주로 병합해 도로를 건설하고 역참(驛站)제도를 시행한 반면, 대아르메니아 왕국과 같이 로마화가 어려운 지역은 위성 국가로 만들어서 방어에 따르는 비용을 줄였다. 그러나 영토를 확장하는 더 쉬운 방법으로 전쟁보다는 위성 국가를 만든 뒤 속주로 병합하는 경우(예:카파도키아, 트라키아 왕국 등)도 있었다.
그러나 로마에서는 제위 계승의 원칙이 없었기 때문에 아우구스투스는 일찍부터 후계 문제에 관심을 두었다. 군대는 부자 상속에 정통성을 두었으므로 아우구스투수는 왕조를 세우려 했으나, 그에게는 아들이 없었고 가까운 친척들도 그보다 먼저 죽었다. 결국 아우구스투수는 어쩔 수 없이 티베리우스를 양자로 삼아 후계자로 지명하고 호민관의 권한을 주었다. 서기 14년 아우구스투스가 죽은 뒤 티베리우스가 자동적으로 제위에 올랐다.

### 티베리우스에서 셉티미우스 세베루스까지의 역사 (14년–235년)

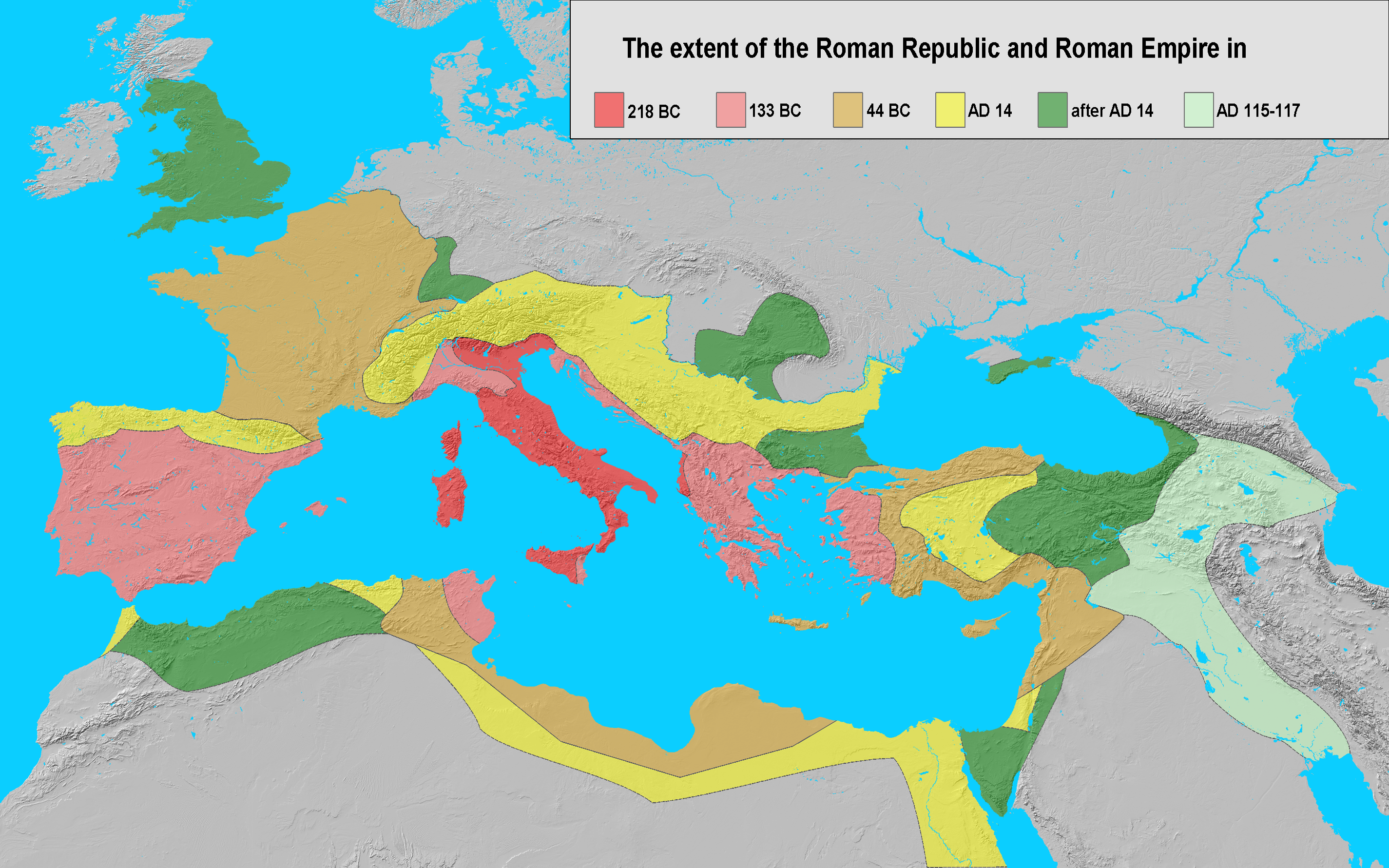
로마제국은 북쪽으로는 브리타니아, 남쪽으로는 팔레스타인 지역까지 영토를 확장하였다.

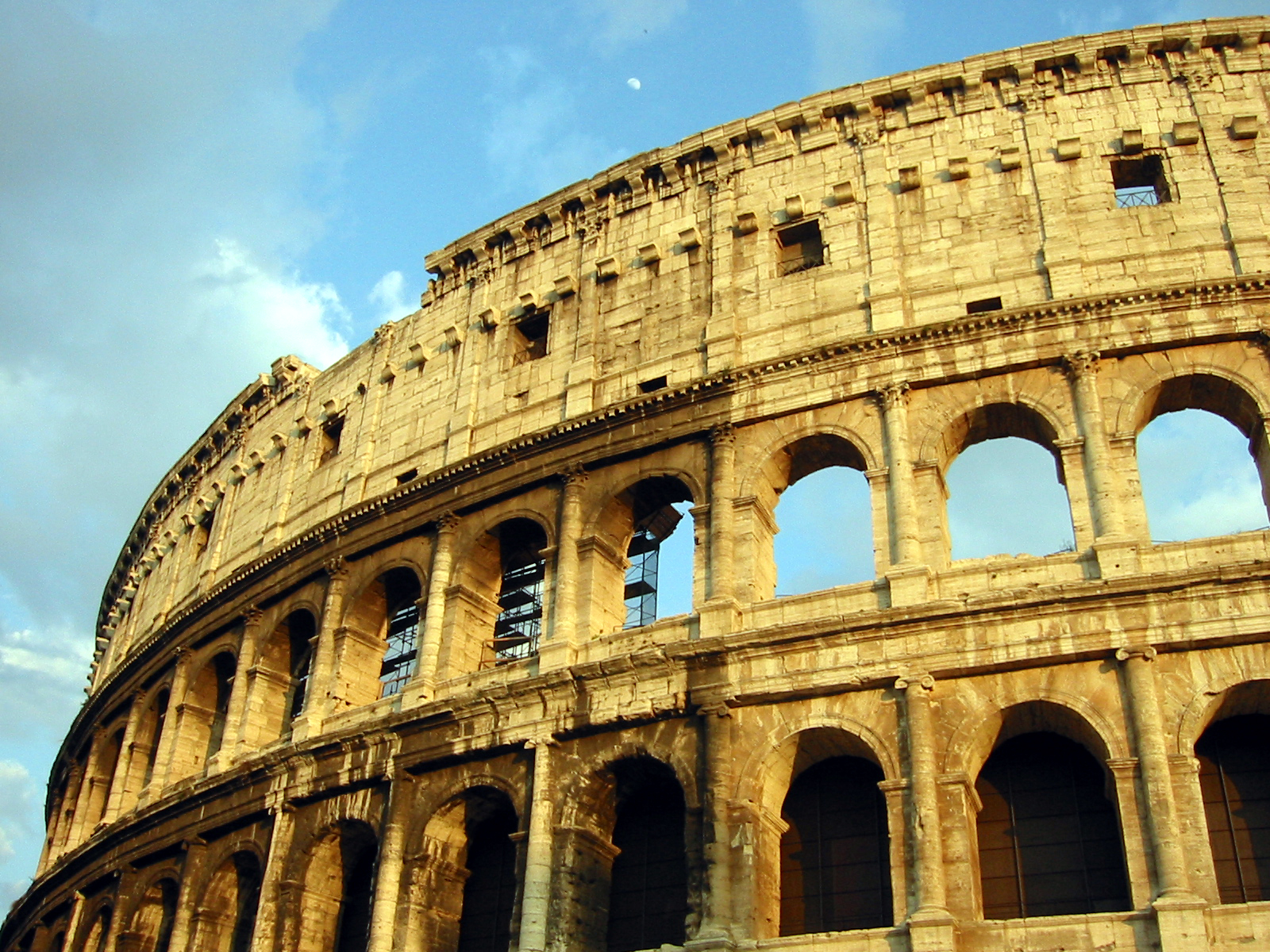
콜로세움은 베스파시아누스 시대에 건설되었다.

티베리우스(재위 14년~37년)는 변방을 보호하고, 국가의 행정 조직을 강화하였으며, 원로원의 귀족들과 밀착되어 있던 민회를 폐지하여 빈민의 지지를 받았다. 그러나 후계자인 게르마니쿠스가 암살 당하자 티베리우스가 이 사건에 연루되었고, 이는 로마 시민들로부터 배척받게 되었다. 그가 죽자 친척인 가이우스 카이사르, 즉 칼리굴라(재위 37년~41년)가 그 뒤를 이었다. 그러나 칼리굴라는 원로원을 모욕하며 낭비를 일삼는 등 과대망상적인 폭군이 되어 결국은 암살당했다. 칼리굴라의 숙부로 그 다음 황제가 된 클라우디우스(재위 41년~54년)는 정부의 중앙집권화를 크게 진척시켰고 대외팽창에 많은 관심을 보여 브리타니아를 합병했으며 서부 속주들의 로마화를 촉진시켰다. 그는 전제 정치를 해 인기를 얻지는 못했지만 재무관리를 강화하고 재판 제도를 개혁했다. 그의 뒤를 이은 사람은 16세밖에 안된 의붓아들 네로(재위 54년~68년)였다. 네로는 가족을 비롯해 여러 사람들을 살해하였고, 로마 대화재를 일으켰으며, 그 죄를 기독교 신도들에게 돌려 그들을 박해했지만 반란이 일어나자 자살했다.
네로가 죽은 뒤 내란이 벌어졌고, 이 내란의 마지막 승리자인 베스파시아누스(재위 69년~79년)와 두 아들이 플라비우스 왕조(69년~96년)를 이루었다. 베스파시아누스는 내란으로 약해진 변경수비를 강화하고 재정을 튼튼하게 했으며 원로원에 대해 정중하지만 단호한 태도를 보이면서 원로원을 행정관 배출 기구로만 취급했다. 그의 아들 티투스(재위 79년~81년)는 많은 인기를 누렸으나 얼마 안되어 죽었고, 뒤이어 그의 동생 도미티아누스(재위 81년~96년)가 제위에 올랐다. 그는 유능하지만 고압적인 인물로서 군대의 충성을 확보하고 제국의 복지를 증진시켰다. 그러나 그의 전제로 말미암은 불만 때문에 96년 암살당함으로써 플라비우스 왕조는 막을 내렸다. 플라비우스 왕조는 변경 주둔군을 그들의 출신 속주에서 멀리 떨어진 지역에 배치했고, 군단을 일정한 장소에 주둔시켜 변경 주둔군과 유사한 성격을 부여했다. 이 군대로 그들은 브리타니아에서 지배 영역을 넓히고 라인 강 유역을 되찾았으며, 실패로 끝났으나 도나우 강 지역도 회복하려 시도했고 동쪽 변방도 강화했다.
도미티아누스를 암살한 자들은 군대의 반발에도 불구하고 네르바(재위 96년~98년)를 황제로 추대했다. 그러나 그에게는 후계자로 지목할 아들이 없었고, 군대의 인망을 얻을 만한 군사적 경험이 없었다.
그리하여 그는 군인인 마르쿠스 울피우스 트라야누스(재위 98년~117년)를 양자로 삼아 후계자로 세웠다. 속주 출신의 첫 황제인 트라야누스는 법규를 준수하고 겸손해 인민과 군대 모두에게서 인기를 얻었으며, 제국 전체의 복지를 향상시키기 위해 필요하다면 원로원까지도 거리낌없이 무시하면서 독단적인 결정을 내렸다. 그의 복지 정책 중 하나는 알리멘타(alimenta)로, 먹고 살 능력이 없는 아이들에게 돈을 지급하는 제도였다. 그는 대외적으로는 도나우강 지역(다키아)과 동쪽 변경을 평정하였고, 북으로는 라인강 유역과 브리타니아를 점령하였다. 그러나 그는 중동의 파르티아 왕국을 정벌하다가 죽었다.
그의 뒤를 이은 사람은 그의 가장 가까운 친척인 푸블리우스 아일리우스 하드리아누스(재위 117년~138년)였다. 그는 영토 팽창에 반대하고 평화를 추구해 변경수비 강화에 치중했다. 그는 속주를 지킬 주둔군을 그 속주 자체에서 충원했고 레기온과 주둔군의 차이를 없앴으며, 군대를 감독하기 위해 자주 몸소 시찰을 다녔다. 한편 군단이 이처럼 주둔군과 다름없어지자 기동작전을 위해 새로운 부대가 필요하게 되었는데, 이 부대는 많은 경우 제국 주변의 이민족으로 충원되었다. 하드리아누스는 민사에서도 업적을 남겼다. 그의 치세 때 관료제가 정착되었는데, 그의 법률적 업적 특히 "영구 고시록"(법무관의 고시에 따라 해석되는 법)의 법전화는 현저한 것이었다. 또 새로운 형식의 라틴 시민권을 창설해 이 권리를 얻은 도시의 모든 지방 원로원 의원에게 로마 시민권을 주어 로마 원로원의 많은 성원이 속주의 귀족으로 보충되었다. 아들이 없었던 그는 136년 티투스 아우렐리우스 안토니누스 피우스를 새로이 양자로 삼았다. 안토니누스 또한 처의 조카 마르쿠스 아우렐리우스와 베루스의 아들 루키우스 베루스를 양자로 삼았다.
하드리아누스가 죽은 뒤 제위에 오른 안토니누스 피우스(재위 138년~161년) 때 로마 제국은 세계주의의 성격을 뚜렷하게 띠면서 조용한 번영을 누렸으나 동시에 변경지역이 이민족에 의해 잦은 침략을 당하고, 내부에서도 반란이 일어나 위험스러운 징조를 보였다.
그의 뒤를 이은 마르쿠스 아우렐리우스(재위: 161년~180년)는 루키우스 베루스를 공동 황제로 지명해 하드리아누스의 뜻에 충실히 따랐으나 이는 제국의 동서 분리를 예고하는 것이었다. 더구나 그의 치세에는 이민족이 강력하게 침략해왔다. 마르쿠스 아우렐리우스는 제국 동쪽 변경에 밀어닥친 위험은 무마시켰다. 그러나 게르만족의 도나우강 지역 침입은 동부에서 벌어진 반란과 함께 오랫동안 아우렐리우스를 괴롭혔다. 그는 게르만 족을 진압하는 도중에 죽었고, 뒤를 이어 황제가 된 그의 아들 콤모두스(재위 180년~192년)는 무능하고 변덕스러우며 쾌락만 추구하다가 암살당했다.
192년 12월 31일, 콤모두스가 암살당한 뒤 벌어진 내란에서 도나우 강 주둔군이 193년에 추대한 셉티미우스 세베루스가 마지막 승리를 거두었다(197년). 트리폴리 출신인 그는 동부인과 자신의 세력기반인 군대를 우대한 반면 이탈리아인과 원로원을 무시했다. 그는 군대를 증강하고 병사의 봉급을 인상하며 상여금을 많이 주어 군대를 특권계급으로 만들었다. 또 그는 관료제를 강화해 중앙권력을 강화함으로써 관료층인 에퀴테스를 우대하는 동시에 지방자치를 더욱 압박했다. 이러한 조치로 지출이 크게 늘어나자 그는 이탈리아에도 세금을 물렸다. 그의 황제권은 사실상 군대에 의존해 있었으며, 세습에서 황제의 정통성을 찾으려 한 그는 두 아들을 후계자로 지명했다.
211년, 그가 죽자 큰 아들 카라칼라(재위 211년~217년)는 아버지의 정책을 그대로 따랐으나 재정이 계속 궁핍해져 악성 인플레를 낳았다. 그는 또한 제국의 거의 모든 주민에게 시민권을 확대해 제국의 통합을 강화했으나, 동시에 시민권의 가치를 줄이고 군대 충원을 훨씬 더 어렵게 만들었다. 그는 동방정복을 꿈꾸고 원정을 나갔다가 부하인 마르쿠스 오펠리우스 마크리누스의 지령을 받은 자객에게 암살당했다.
이어 마크리누스가 황제에 올랐으나 군대의 지지를 얻지 못했고 곧 세베루스 가문의 반란으로 218년 살해당했다. 그 뒤 황제가 된 세베루스 가문의 바시아누스는 그가 모시던 신의 이름을 딴 엘라가발루스로 더 잘 알려져 있다. 14세였던 그는 로마인에게 낯선 신을 광적으로 숭배하고 지나친 낭비를 했기 때문에 결국 미움을 사 222년에 살해당했고, 뒤를 이은 세베루스 알렉산데르 황제도 235년 살해당한다. 이로써 세베루스 왕조는 끊어졌다.

### 제국의 분열 (235년–395년)
3세기의 위기는 235년에서 284년까지의 로마 제국의 붕괴와 쇠퇴 현상을 일컫는다. 이 기간 동안 로마 제국내에서 25명의 군사 황제가 난립했고, 제국은 군사, 정치, 경제 분야에서 큰 위기를 맞이하게 되었다. 이 시대는 디오클레티아누스(재위 284년~305년)의 집권과 함께 막을 내렸다. 그러나 로마 제국의 근본적인 문제는 여전히 남아있었고, 이는 결국 고대 서양 세계의 붕괴를 유발하게 되었다.
디오클레티아누스는 거대한 제국을 한번에 통치할 수 없다고 판단하였다. 285년 디오클레티아누스는 막시미아누스를 부제(Caesar)로 삼았다가 이듬해 바로 정제(Augustus) 승격시킨다. 디오클레티아누스가 제국 동방의 문제를 관할하는 동안 막시미아누스는 제국 서방을 책임지는 형태였다. 293년 두 명의 정제 외에 두 명의 부제를 더 두어 사두정치 체제를 이루었는데, 이러한 정치적인 체제를 테트라키아 (사두정치 체제.Tetrarchia)라고 한다.
테트라키아는 콘스탄티우스 클로루스의 죽음과 함께 붕괴되었고, 콘스탄티우스의 군대는 즉시 그의 아들인 콘스탄티누스 대제를 정제로 옹립하였다. 이후 연속적으로 일어난 내전을 종식시킨 콘스탄티누스는 313년 밀라노 칙령을 통해 기독교를 공인하였다. 321년에는 "존엄한 태양의 날에는 모든 재판관과 시민 그리고 기술자들은 쉬어야한다."며 일요일 휴업령을 내렸다. 330년 콘스탄티누스 대제는 비잔티움을 로마 제국의 새로운 수도인 새 로마로 정하였다. 337년, 그가 죽자 비잔티움은 ‘콘스탄티누스의 도시’라는 뜻의 콘스탄티노플로 개명되었다. 
361년 율리아누스가 황위에 올랐다. 율리아누스는 로마 가톨릭교회에 박해를 가하였으며, 신플라톤 철학과 미트라교에 의한 이교의 부흥과 개혁을 기도하였다. 또한 페르시아의 샤푸르 2세와 전쟁을 벌였으며, 전쟁에서 큰 부상을 입고 363년 죽었다. 그러자 요비아누스가 군대에 의하여 황제로 추대되었다. 황제가 된 뒤, 샤푸르 2세와 로마군의 무사귀환을 조건으로 평화조약을 체결하였다. 그 대가로 297년 갈레리우스에 의해 로마령이 된 싱가라(지금의 이라크 신자르)와 니시비스(지금의 터키 누시이빈), 아미다 등의 도시와 티그리스강 동쪽의 로마 영토 전부를 양도하였다. 요비아누스는 기독교의 권한을 회복시켜 주었으나, 364년 사망하였다.
요비아누스가 죽자, 발렌티니아누스 1세가 정제로 추대되었고, 가까운 친척인 발렌스가 그를 도와 공동 황제가 되었다. 365년 장군 프로코피우스는 이에 불복하여 콘스탄티노플에서 자신을 황제로 선포하고 반란을 일으켰으나, 367년 발렌스에 의하여 진압되었다. 367년 8살의 그라티아누스는 발렌티니아누스 1세의 명으로 제국 서부의 공동 황제에 추대되었다. 374년 발렌티니아누스 1세는 게르만 족에 대해 군사적인 압박을 가하다 죽었다. 16세의 그라티아누스는 단독으로 황제가 되었다. 그러나 군대는 그의 어린 이복 동생인 발렌티니아누스 2세를 서부 로마의 공동 황제로 즉위시켰고, 그라티아누스는 이에 복종했다.
당시 제국의 골치거리는 훈족(흉노족)의 침입이었다. 훈족(흉노족)은 동고트족과 서고트족을 압박해왔고 376년 동고트족의 에르마나리크왕은 훈족(흉노족)의 아틸라와 맞서 싸우다가 죽었다. 서고트족의 족장 아타나리크는 훈족(흉노)에 쫓겨 발렌스에게 트라키아로 이주해 달라고 청원하였고 발렌스는 이를 수락하였다. 그러나 트라키아의 총독인 루피키누스는 황제의 명령을 거절하고 서고트족을 탄압하였고 이에 반기를 든 서고트족과의 전투에서 패했다. 서고트족과 모든 트라키아의 고트족, 여기에 훈족(흉노족)까지 가세하여 로마를 압박하자 로마는 전면전에 돌입했다.
378년 봄 발렌스는 서방황제 그라티아누스가 증원군을 보낸다고 하자 이를 믿고 발칸 반도로 진군하였다. 발렌스는 초기에 아드리아노폴리스 근처의 마리차 강변에서 상당한 규모의 고트족 군대를 물리치고 진군했으나 서방에서의 지원군의 도착이 늦어졌다. 서방황제 그라티아누스는 지원군이 도착할 때까지 대규모 전투를 하지 말라고 요청했으나 발렌스는 적을 과소 평가하고 공격주장을 받아들여 고트족과 전면전을 벌였다. 378년 8월 9일 벌어진 아드리아노폴리스 전투는 로마군의 완패로 끝났다. 이 격렬한 전투에서 발렌스는 화살에 맞아 전사하였고 역사가 암미아누스 마르켈리누스는 이 전투에서 로마군의 3분의 2가 괴멸했다고 추정하였다. 이 전투의 패배로 노련한 병사들과 관료들이 죽었고, 제국의 통치력에 상당한 문제를 일으키는 요인이 되었다. 그라티아누스는 동부의 황제로 379년 테오도시우스 1세를 지명했다.

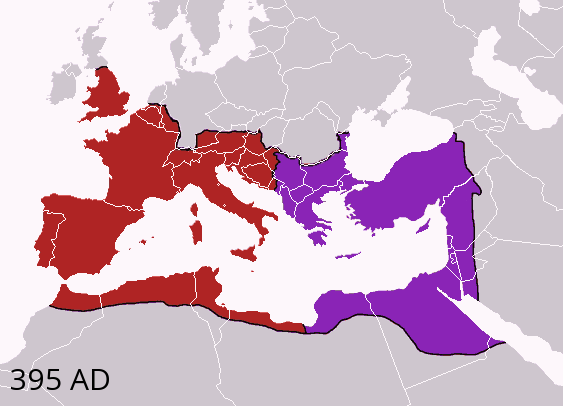
서로마 제국과 동로마 제국.

383년 마그누스 막시무스가 브리타니아에서 그곳의 군단에 의해 황제로 추대되었고 갈리아로 건너왔다. 그라티아누스는 제대로 싸워보지도 못하고 도망하려다 살해당했다. 이로써 12살의 발렌티니아누스 2세만이 서방의 정제로서 남게 되었다. 막시무스는 테오도시우스 1세와 발렌티니아누스 2세에게 정식적으로 인정을 받고자 했으나 실패하였다. 388년 테오도시우스 1세는 막시무스에 대한 원정을 개시하여 전쟁에서 승리한 후 그를 사형에 처하였다. 392년 발렌티니아누스 2세가 살해당하고 그 이후에 아르보가스테스가 에우게니우스를 황제로 지명하였다. 그러나 동방 황제인 테오도시우스 1세는 이를 인정하지 않았으며, 서방을 침공하여 아르보가스테스와 에우게니우스를 전사시켰다. 이로써 테오도시우스 1세는 로마 제국 전역을 통치하게 되었다. 392년 기독교를 국교로 삼아 이교도를 압박하고 신전령을 몰수하였으며, 393년에는 올림피아 경기를 금지시켰다. 395년 테오도시우스 1세는 죽으면서 자신의 두 아들인 아르카디우스와 호노리우스에게 제국을 양분하여 물려주었다.

### 서로마 제국 (395년–476년)

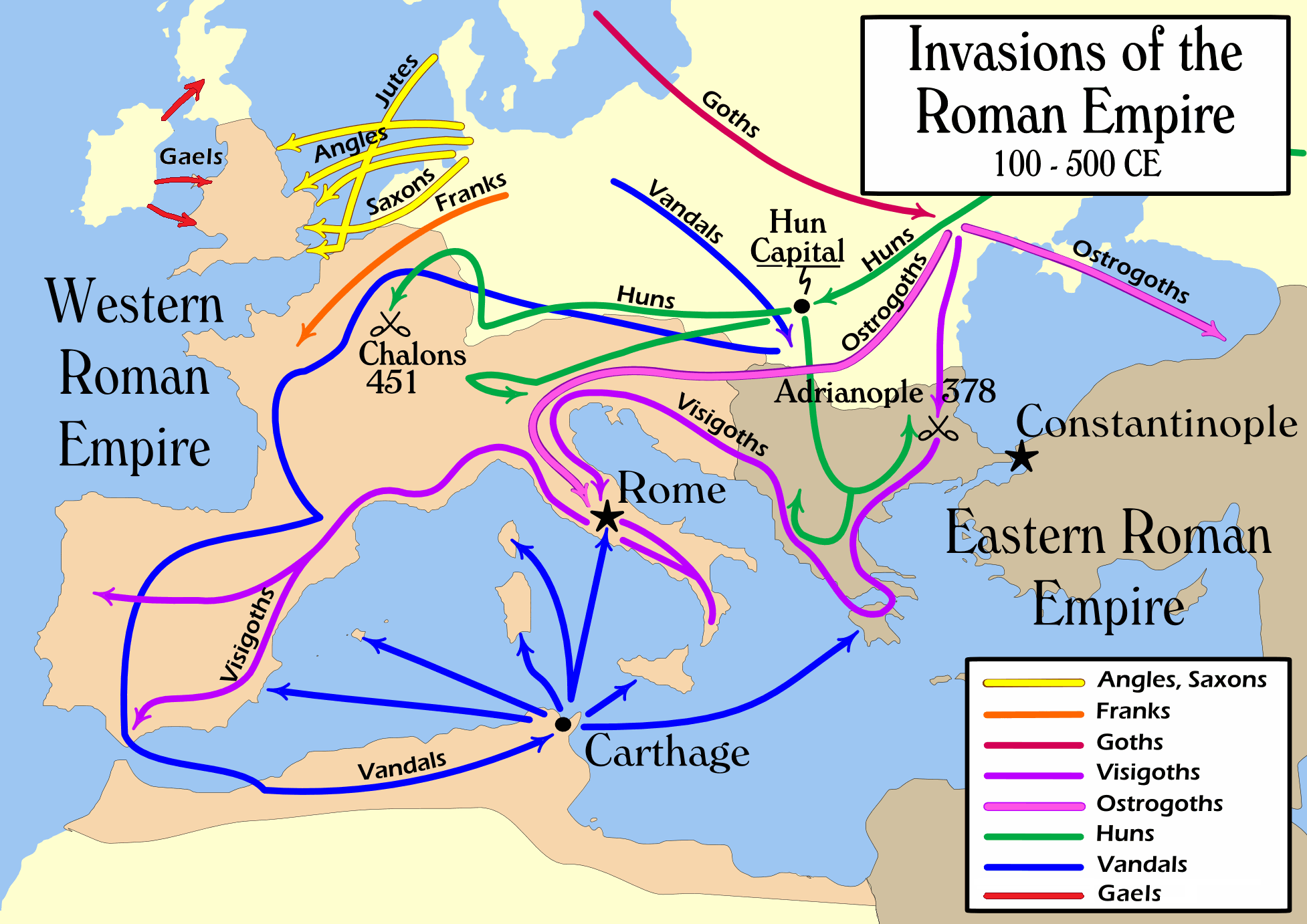
이민족의 로마 침공.

395년 이후, 분리된 서로마 제국의 황제는 허울 뿐인 존재로 전락하고 말았으며, 대신 군벌의 지도자들이 제국의 실질적인 통치자가 되었다. 한편 서로마 제국에서 게르만족의 영향력이 증대되자, 서로마 제국의 마지막 황제인 로물루스 아우구스툴루스는 게르만족 용병들을 단순한 이민족 군대로 취급하지 않고 로마 제국의 정규군으로 편입시켰다. 이로 인해 이탈리아를 장악한 오도아케르는 로마 황제의 직위를 포기하고 대신 스스로 이탈리아의 왕을 자처하였다. 제국은 명맥을 유지할 수는 있게 되었으나 이는 오래가지 못했고 476년 결국 멸망하고 말았다. 이 사건으로 서로마는 완전히 멸망하고 말았다.
오도아케르는 이탈리아를 장악하고 제국의 기장을 동로마 제국의 황제인 제논에게 보냈다. 제논은 곧 두 대표 사절단을 파견하였다. 하나는 일단 오도아케르를 이탈리아의 군주로서 인정한다는 사절이었고, 다른 하나는 율리우스 네포스에게 보내어 황제 복위를 보장해 주었다. 그러나 네포스가 죽자 제논은 달마티아에 대한 지배권이 동로마에 있다고 주장하였다. 이에 오도아케르는 달마티아를 공략하였고, 뒤이어 동고트의 왕 테오도릭과도 전쟁을 치르게 되었다.
로마의 붕괴 요인으로는 많은 의견이 있지만 가장 중요한 원인은 군사적인 요인에서 찾을 수 있으며 결정적으로 게르만 이주민들의 반란이 로마 붕괴의 직접적인 요인이 되었다.

### 동로마 제국 (395년-1453년)
서로마 제국이 붕괴할 무렵인 5세기에, 경제적으로 더 부유했던 동부는 파괴된 제국을 복구하였다. 6세기 중반, 유스티니아누스 1세 치세의 로마 제국은 (비잔티움 제국으로도 불린다.) 동고트 왕국으로부터 이탈리아와 일리리아를 빼앗아 옛 영토를 일부분 회복하였다. 또한 반달족으로부터는 북아프리카를, 서고트족으로부터는 히스파니아를 되찾았다. 로마 제국의 히스파니아 지배는 오래가지 못했으나, 북아프리카는 약 1세기 간, 이탈리아는 5세기 간, 일리리아는 거의 천년 간 로마 제국의 지배를 받았다.
610년대로 접어들면서 로마에서 고대의 라틴적인 모습은 차차 없어졌다. 헤라클리우스 황제는 제국 내에서 그리스 문화를 널리 보급하였으며, 특히 군사 용어를 그리스어로 대체하는 정책을 피기도 했다. 반대로 라틴 문화는 상대적으로 위축되었다. 이는 후세의 역사가들이 동로마를 "비잔티움 제국"이라는 명칭으로 부르게 되는 요인이 되었다. 그러나 제국 스스로는 물론이고 아랍, 페르시아 등 제국의 적들 또한 "비잔티움 제국"이라는 용어를 쓰지는 않았으며 모두들 고대로부터 이어져 온 로마 그 자체로 여기고 있었다.
1204년 제4차 십자군이 콘스탄티노플을 함락시키자, 로마 제국은 일시적으로 명맥이 끊어졌다. 이로 인해 로마 제국은 역사가 단절되고, 영토 또한 라틴 제국을 위시한 가톨릭 세력의 침공으로 대부분 상실하였다. 1261년 미카일 8세 팔라이올로고스는 가톨릭 세력을 몰아내었지만, 이는 불완전한 회복이었으며 로마 제국의 영향력과 위상은 이후로 되찾지 못하였다.
그럼에도 불구하고 로마 제국은 오스만 제국에게 멸망당할 때인 1453년까지 살아남았다. 1453년 로마 제국은 콘스탄티노플의 함락으로 결국 멸망하였다. 콘스탄티노플의 정복자인 메흐메트 2세는 스스로를 로마 제국의 황제(Caesar of Rome / Kayser-i Rum)라 일컬었으나, 대체로 로마 제국의 마지막 황제는 콘스탄티누스 11세로 여겨진다.

## 정치

### 황제
황제의 권력(imperium)은 이론상 황제가 가진 '호민관 특권'(potestas tribunicia)과 '대행 집정관 권한'(imperium proconsulare)에 따른 것이었다. 호민관 특권(공화정 시대 호민관에게 부여되는 권한)은 황제 개인과 그 지위를 신성 불가침으로 규정하였으며, 정부에 대한 통치권을 부여하였다. 대행 집정관 권한(공화정 시대의 총독 역할을 맡던 대행 집정관의 권한)을 통해 황제는 로마군 통수권을 가지게 된다. 황제는 공화정 시대에는 원로원과 민회의 몫이었던 전쟁 선언, 조약 비준, 외교 협상 등의 외교권도 가졌으며, 원로원 의원 임명권 등 과거 감찰관이 맡던 여러 권한을 행사하기도 하였다. 게다가 황제는 종교 조직을 통제하였으며, 황제는 늘 대제사장(pontifex maximus)이며 네 가지 주요 사제단의 일원이었다. 제정 초기에 이러한 여러 권력은 명확하게 구분되었으나 나중에는 그 구분이 사라졌으며, 황제권은 입헌적이기보단 군주적인 방향으로 나아갔다.
사실 황제권의 주요 기반은 군대였다. 황제 금고에서 봉급을 받았던 군단 병사들은 해마다 황제에 대한 충성 서약(sacramentum)을 했다. 황제가 죽으면 위기 상황이 닥치기도 했다. 규칙상으로는 원로원이 새 황제를 선출해야 했지만, 거의 대부분의 황제는 자신이 후계자를(보통 자신의 혈족) 지명하였다. 새 황제는 정치를 안정시키기 위해 신속히 황제권을 인수해야 했다. 근위대와 군단의 충성을 얻지 못하면 황제는 권좌를 지킬 수 없었다. 이들의 충성을 얻기 위해 여러 황제는 이들에게 군대 포상(donativum)을 지급하였다.
제정 이후에도 로마의 민회는 존속하였으나 실권은 모두 원로원으로 넘어갔으며, 원로원의 결의(senatus consultum)는 법적인 효력이 있었다.
이론상 황제는 원로원과 동등한 정부 기관이었지만, 원로원의 실권은 거의 없었고 주로 공화정의 탈을 쓴 제정을 위장하기 위한 기구에 불과하였다.
거의 대부분의 황제는 오래된 정치 기구인 원로원을 존중했지만, 이를 우습게 보는 황제들도 있었다. 원로원 회의시 황제는 두 집정관 사이에 앉아 회의 주재자처럼 행세하였다. 서열이 높은 의원이 낮은 의원보다 먼저 발언하는데, 황제는 언제든지 발언할 수 있었다. 3세기에 이르면 원로원은 실권은 전혀 없는 명예직, 또는 시의원 정도로 격하되고 만다.

## 경제 활동과 역병
로마 세계에서 식량 배급은 나일강에서 이탈리아로 곡물을 실어오는 대규모 선단에 달려 있었다. 기원전 30년 아우구스투스의 이집트 정복을 계기로 인도에서 고가의 상품을 들여오는 새로운 대양 교역의 물꼬가 트였다. 이집트인은 아라비아와 인더스강 유역이 느슨한 해양 네트워크로 연결되어 있던 청동기 시대부터 홍해에서 교역 활동을 해왔다. 고도의 문명들이 무너지면서 중단되었던 인도와 지중해 지역 사이 교역은 기원전 700년경 아라비아를 가로질러 향료를 운반하는 육로를 통해 복원되었다. 이 교역로는 그리스인과 로마인이 아라비아 해안을 따라 해상 운송에 나서면서 다시 쇠퇴했다. 로마의 동방 상품 수요는 나일 강변의 쿠시 왕국이 쇠퇴함에 따라 에리트레아/에티오피아 해안에 터를 잡은 악숨 왕국의 경제적 기반이었다. 악숨인은 아라비아 남부 해안의 상인들 및 소말리아 해안의 푼틀란드에서 활동한 상인들과 함께 인도와 실론에서, 심지어 중국에서까지 오는 시나몬을 비롯한 고가의 향신료 교역을 통제했다. 이 교역로를 따라서 역병도 함께 퍼져 나갔다.

#### 안토니누스 역병
안토니누스 역병은 홍해 교역로를 따라 북상하여 165년 상당히 안정적이었던 제국을 덮쳤다. 두창이라는 것이 통설인 안토니누스 역병은 15년간 지속되었고, 마르쿠스 아우렐리우스의 목숨까지 앗아갔을지 모른다.
안토니누스 역병은 2세기 로마 제국의 상황 변화를 가장 잘 설명해 주는 요인이다. 이집트 시골의 연간 납세자 명단은 150년대 말부터 160년대 말까지 특정 구역에서 인구가 최대 70~90% 정도 감소했음을 시사한다. 이로 인해 농업 생산성은 바닥을 쳤다. 날짜가 적힌 일련의 문서와 인공물은 160년대 말과 170년대에 로마의 경제 활동, 건축, 대리석 생산에 더해 심지어 화폐 주조까지 일시적이나마 급감했음을 가리킨다. 북아프리카 전사들도 일정한 역할을 한 것으로 보이긴 하지만, 이 시기 히스파니아에서 로마의 은광업이 봉쇄됐다. 로마 유적에서 동물 뼈의 수가 급감한 사실은 식단이 부실해졌음을, 복구된 난파선 수가 줄어든 사실은 교역이 뜸해졌음을 시사한다. 2세기 말에 정점을 찍은 인구는 이탈리아, 에스파냐, 프랑스에서 감소하기 시작해 중세까지 이 최고치를 회복하지 못했다.

#### 키프리아누스 역병
251년 에티오피아 지역에서 발생한 듯한 역병으로 15년 동안 지속되었다. 이 역병은 출혈열로 알려져 있다. 제국에서 가장 널리 쓰인 도기 형태인 아프리카 적색 이장(泥漿) 도기(African Red Slip Ware)의 분포에 관한 고고학적 분석은 250년 이 역병과 함께 도기 생산량이 대폭 감소하고 오랫동안 '3세기 위기'가 이어졌음을 시사한다. 지중해 주변 인구는 165년부터 400년까지 3분의 1이 감소했을 것이다.

## 군사

하드리아누스 시대 로마 제국. 기원후 125년 당시 로마 군단의 위치를 보여주고 있다.

### 군단
내전기와 이후에 옥타비아누스는 비대해진 규모(60개 이상)의 군단을 해산하고, 국방과 유지에 적절한 규모(28개 군단)로 줄였다. 여러 군단들, 특히 충성심이 의심되는 군대는 완전히 해산되었다. 어떤 군단들은 합병되기도 했는데, '게미나'(gemina 쌍둥이[*]) 란 군단명을 보면 알 수 있다. 기원후 9년 게르만 부족들이 토이토부르크 숲 전투에서 3개 군단을 궤멸시켰다. 이 재앙으로 군단의 수는 25개로 줄었다. 군단 수는 나중에 다시 늘어, 이후 300여년 간 30개 안팎 수준이었다. 아우구스투스는 근위대도 창설하였는데, 9개 대대로 구성된 이 군대는 이탈리아에 주둔하며 표면상 치안 유지 기능을 맡았다. 군단보다 더 후한 봉급을 받은 근위대는 복무 기간도 짧아, 일반 군단병의 복무기간 20년과 달리 이들은 기간이 16년에 불과하였다.

### 보조군
보조군은 군단보다는 유명하진 않았으나, 로마의 중요한 군대였다. 군단병과 달리 보조군은 非시민 가운데서 선발하였다. 대대 병력 정도의 작은 단위로 조직되었으며, 군단병보다 봉급도 적었으나, 25년의 복무 기간을 마치면 로마 시민권을 얻었으며, 시민권은 자손에게 대대로 이어졌다. 타키투스에 따르면, 보조군 병력은 군단과 유사한 수준이었다고 한다. 이때부터 각각 약 5,000여명으로 구성된 25개 군단이 있었으므로, 보조군 병력의 총 수는 125,000 명 정도로 볼 수 있으며, 대략 250개 보조군 부대가 있었을 것이다.

### 해군
로마 해군(classis 함대[*])은 군단의 보급과 이동을 보조할 뿐 아니라, 라인강이나 도나우강의 국경 방어도 지원하였다. 또 해적에 대비하여 해상 무역로를 지키는 것도 중요한 일이었다. 그리하여 로마 해군은 지중해 전역, 북대서양 일부 해역(히스파니아, 갈리아, 브리타니아 해안)을 순항하였으며, 흑해에도 해군이 있었다. 그러나 해군보다는 육군이 더 상위에 있고 인정받는 병과였다.

## 속주
공화정 시대에 속주 총독은 전통적으로 원로원 계급의 몫이었다. 아우구스투스는 개혁으로 이 관행을 바꾸었다.

### 황제 속주
아우구스투스는 황제 속주를 창설하였다. 황제 속주는 대부분 얼마 전에 정복하거나 국경과 가까운 지방이었다. 따라서 국경에 주둔하는 절대다수의 군단이 황제의 직접적인 통솔하에 있었다. 가장 중요한 곳은 아이깁투스(이집트) 황제 속주로, 로마 제국의 주요 곡창지대로써 이곳을 통해 수입하는 곡물은 로마 시의 대중을 먹여살리는데 매우 중요하였다. 이 지역은 황제의 개인 소유지로 여겨졌으며, 원로원 의원은 이 지역에 들어올 수 없었다. 아이깁투스 속주 총독과 이 지역 군단 사령관들은 원로원 계급 출신이 아니라, 기사 계급 중에서 황제가 선택한 사람이 맡았다.

### 원로원 속주
원로원 속주에서는 전통적인 정책이 주로 변하지 않았다. 변경과 떨어져 있으며 오랫동안 로마의 지배를 받아온 이곳 속주는 대개 평화롭고 안정 상태였다. 원로원 속주 한 곳에 일개 군단이 주둔하고 있었는데, 이곳은 아프리카 속주(오늘날 알제리 북부)의 제3 아우구스타 군단이었다.
각 속주의 지위는 원로원 관할에서 황제 관할로, 혹은 그 반대로 변할 수도 있었다. 아우구스투스 시대에 이런 일이 몇 번 있었다. 또 새로운 속주가 많이 설치되었는데, 대부분은 기존 속주를 분할한 것이고, 새로 정복한 지역을 속주로 삼기도 하였다.

## 종교
기원전부터 4세기까지의 초기 로마는 그리스 신화를 이어받아 종교로 공인되었다. 그러다 로마 제국이 이집트와 중동 지역을 정복하고 나고서는 이집트 신화나 중동 지역의 신화를 믿기도 했고, 나중에 들어온 기독교는 처음에는 박해를 받았다가 4세기에 콘스탄티누스 1세가 밀라노 칙령을 반포 한 뒤에는 기독교가 로마 제국에 널리 퍼지게 되었다.

### 황제 숭배
황제에 대한 충성을 확립하기 위하여, 제국 주민은 황제 숭배에 참가하도록 불려가서 황제와 황가의 일원을 신으로 모셨다. 황제 숭배의 중요성은 조금씩 커져서, 3세기의 위기에 정점에 이르렀다. 특히 제국의 동부 지역에서는 황제 숭배가 널리 보급되었으며, 황제 숭배 시설은 로마의 여러 도시 내 생활에서 중요한 장소였다. 또 황제 숭배는 로마화의 주요 기관이기도 하였다. 황제 숭배는 기존의 신전에서 치르는 의식에 부가되거나, 공중 목욕탕의 특별실에서 관련 의식을 치르기도 하였다.
황제 숭배를 얼마나 진지하게 하였는지는 확실하지 않다. 어떤 로마 사람은 황제가 살아있는 신으로 여겨진다는 생각을 우습게 보거나 황제가 죽은 뒤 신격화되는 일을 비웃기도 하였다. 소 세네카는 클라우디우스 황제를 호박으로 만들기(Apocolocyntosis divi Claudii)라는 풍자시에서 황제 신격화를 풍자하기도 하였는데, 여기서 멍청하게 묘사되는 클라우디우스 황제는 신이 아닌 호박이 돼버린다. 사실 신랄한 비판은 54년 클라우디우스의 장례에서 일어난 바 있다.

### 기독교
기독교에 관한 제국의 박해가 시작된 것은 네로 황제 시절부터였고, 2세기~3세기에 이르러서는 전국적인 대박해가 여러 번 발생한다. 4세기에 이르러서 311년에 서방 정제 콘스탄티누스 1세는 기존의 종교들로는 로마 제국을 하나로 뭉치지는 못하다는 것과 황제의 권위를 강화시키는데 기독교가 적합하다는 것을 깨닫고 동방 정제 리키니우스와 함께 A.D313년 밀라노 칙령을 반포하여 기독교를 인정하였고, 이후 급속도로 퍼져나가 이단 논쟁에도 불구, 테오도시우스 1세는 기독교를 국교로 공인한다. 이로써 다신교적 다양성을 기반으로한 로마적 종교관, 세계관은 근본적으로 서서히 붕괴되기 시작, 그자리에 점차 기독교가 대체하기 시작한다.

## 언어
주로 사용하는 언어는 라틴어로, 로마 제국의 모든 관청과 대부분 지역에서 이 언어를 활용하였다. 그러나 로마 제국은 대단히 광대한 영토를 소유한 나라였기 때문에 전 국민을 라틴어로 말하도록 할 수는 없었다. 대개의 지역은 토착어를 그대로 활용하였으며 특히 아테네를 포함한 헬라스 지역에서는 거의 라틴어를 쓰는 경우가 없었다.
한편 지식인들은 라틴어를 사용하기보다는 학술언어로써 그리스어를 사용하곤 하였다. 아우렐리우스는 자신의 유명한 저서 <명상록>을 그리스어로 썼다.

## 공연
로마 제국의 대표적 공연 문화로는 원형경기장에서 벌어지는 검투사나 동물들의 대결 같은 경기들이 있다. 이런 경기에는 수많은 관중이 몰려들었기 때문에 1만 명에서 2만 명에 달하는 관중을 수용할 수 있는 거대한 건물이 세워졌다. 갈리아의 아를이나 님, 이탈리아의 밀라노나 카푸아나 로마, 이베리아의 이탈리카나 메리다나 타라고나, 튀니지의 카르타고나 티스드루스(엘젬) 등에 있는 콜로세움이 이런 건물들이다. 경마 역시 시민들이 매우 선호한 경기 가운데 하나였다. 이에 따라 제국 전역에 로마의 키르쿠스 막시무스 모델을 본뜬 전차 경기장이 렙티스 마그나, 카르타고, 콘스탄티노폴리스, 안티오케이아 등의 도시에 생겨났다.

## 건축

### 건축 기술
로마 시대의 건축 기술은 로마 제국 이전에 로마 땅을 점령하고 있던 에트루리아의 건축 기술력과 그리스의 헬레니즘이 토대가 되어 형성되었다.

#### 주택
로마 시대 집들은 갈수록 호화로운 모자이크로 장식된 회랑과 넓은 정원을 갖추었다. 이런 형태의 집이 유행하고 널리 확산되면서 폼페이 같은 도시에서는 그림이나 모자이크로 아름답게 장식된 응접실을 갖춘 도무스가 나타났다. 저택 소유자들은 도시 관리, 신들 모시기, 스포츠, 연구 활동 등 여가 활동을 통해 이상적인 삶, 즉 오티움을 누리려 했다.

#### 도로
로마 제국은 이탈리아 반도 내부뿐 아니라 방대한 속주들을 연결하는 도로망을 건설했다.

#### 콘크리트
로마 시대 때는 거푸집을 이용한 방식과 돌을 쌓고 그 사이에 접착제의 역할을 콘크리트로 하는 오푸스 세멘티쿰(Opus cenmenticum) 두 가지 방식을 사용하였다.
로마 시대의 콘크리트는 소석회 반죽과 포촐라나(pulvis puteolanum)와 인근 화산에서 가져온 가벼운 부석(浮石), 주먹 크기의 돌들로 만들어졌다. 지금의 콘크리트와 유사하지만 그 당시에는 방수능력이 뛰어나지 못하였기에 방수의 목적과 외장의 목적으로 거푸집을 이용해 벽을 세운 뒤 겉에 작을 돌이나 바위로 마무리를 하였다.
오푸스 세멘티쿰은 초기 불규칙한 돌을 불규칙하게 쌓는 오푸스 인케르툼(Opus incertum)에서 네모난 돌을 규칙적으로 쌓는 오푸스 콰드라툼(Opus qudratum), 오푸스 테스타케움(Opus testaceum) 장식적인 효과를 주기 위하여 돌을 마름모형태로 쌓은 오푸스 레티쿨라툼(Opus reticulatum)까지 발전하였다.

## 문학작품
- HBO의 TV 드라마, "Rome" 시즌1의 DVD 세트  에미상 다수 수상.
- 콜린 매컬로(Colleen McCullough)의 "[마스터스 오브 로마](Masters Of Rome)시리즈. 뉴욕 타임스 베스트셀러.

- 1. The First Man in Rome
- 2. Grass Crown
- 3. Fortune's Favorites
- 4. Caesar's Women
- 5. Caesar
- 6. The October Horse
- 7. Antony and Cleopatra
- 시오노 나나미의 로마인 이야기

## 같이 보기
- 기독교
- 고대 로마사
- 공화정 로마
- 로마 황제 연대표
- 서로마 제국
- 동로마 제국

### 내용주
1. 유프라테스 강의 동쪽 지역(아제르바이잔~메소포타미아)은 116년부터 117년까지만 포함되었다.
2. ↑  유프라테스 강의 동쪽 지역(아제르바이잔~메소포타미아)은 116년부터 117년까지만 포함되었다.
3. ↑  서기 286년 디오클레티아누스 황제는 로마 제국을 동서로 나누었는데, 이는 395년에 두 행정지역이 동로마 제국과 서로마 제국으로 영구적으로 분할되기 전까지 계속해서 통일과 분열을 반복했다.[3] 실제로는 다른 절반은 독립적이었지만, 로마인들은 476년 혹은 480년에 서쪽의 절반이 함락될 때까지 로마 제국을 두 명의 동등한 공동 황제가 통치하는 단일 제국으로 생각하였다.[3] 명목상의 수도이자 법적 수도는 계속해서 로마였지만 때때로 황제들은 다른 도시들(특히 서로마의 메디올라눔이나 라벤나, 동로마의 니코메디아)에서 통치하기도 했다. 330년에 콘스탄티누스 1세 황제는 아시아와 유럽을 잇는 요지인 비잔티온을 제국의 제2의 수도이자 새로운 수도(혹은 '제2의 로마', '새로운 로마')로 만들었고 자신의 이름을 따서 콘스탄티노폴리스라고 하였다.[4][5][6][7][8][9] 이때 수도도 사실상 콘스탄티노폴리스로 옮겨지게 되었다. 그렇지만, 4세기의 대부분 동안에도 로마는 제국의 이전 수도이자 유서깊은 도시로서 어느정도의 상징적 지위를 계속 유지하고 있었다.[10] 361년 이후부터 콘스탄티노폴리스의 새 원로원에 속한 원로원 의원들은 기존 로마 원로원의 원로원 의원들과 동일한 지위 및 특권을 누렸으며 구조도 대체로 동일했다.[11] 450년 즈음, 콘스탄티노폴리스는 로마보다 규모와 건축 면에서 훨씬 더 웅장해졌고, 의심할 여지 없이 수도로서 더욱 적합하게 되었다.[12]
4. ↑  1204년 제4차 십자군이 콘스탄티노폴리스를 점령하고 라틴 제국을 세웠으며 1261년 동로마의 후계국인 니케아 제국에 의해 탈환되기 전까지 그들의 통치를 받았다. 니케아 제국 외에도 트라페준타 제국이나 테살로니카 제국 등 동로마의 다른 후계국들도 많았지만, 오직 니케아 제국만이 콘스탄티노폴리스를 탈환했기 때문에 1204년부터 1261년까지 '일시적으로 멸망한' 로마 제국의 연속체로 여겨진다.[13] 다만 십자군들이 라틴 제국을 새로운 국가가 아니라 이전 로마 제국과 동등한 제국으로 간주했다는 점을 고려할 때, 진짜로 '일시적인 멸망'이 이루어졌는지는 논란의 여지가 있다.[14]